# Wolfgang Röller

Röller (Redner) bei einer Präsentation Dresdner Bank 1978

Wolfgang Röller (* 20. Oktober 1929 in Uelsen; † 9. März 2018 in Gravenbruch) war ein deutscher Bank-Manager.

## Leben
Röller, einer von drei Söhnen eines Zollbeamten, wuchs in Halle an der Saale auf, besuchte dort die Volks- und Oberrealschule und machte sein Abitur. Von 1948 bis 1954 studierte er Volkswirtschaft an den Universitäten Berlin und Frankfurt am Main. Am 17. Dezember 1954 promovierte er zum Dr. rer. pol.
Im Januar 1955 folgte der Eintritt in die Rhein-Main Bank AG in Frankfurt am Main (nach Fusion mit der Hamburger Kreditbank AG in Hamburg und der Rhein-Ruhr Bank AG in Düsseldorf ab 1. Januar 1957 Dresdner Bank AG). Nach verschiedenen Leitungsfunktionen im Effekten- und Börsenressort bzw. der Zentralen Wertpapierabteilung und der Zentralen Wertpapierberatung war er ab Juni 1970 stellvertretendes Vorstandsmitglied der Bank. Auf die Initiative Röllers, der früh die Notwendigkeit grenzüberschreitender Engagements erkannte, ging 1968 die Gründung der German-American Securities Corp., der Vorgängerin der späteren ABD Securities Corporation in New York, zurück. Als Leiter der „Zentralen Wertpapier-Abteilung“ gelang ihm 1974 einer seiner größten Coups: Durch seine Vermittlung verkaufte Herbert Quandt ein Daimler-Benz-Aktienpaket der Familie Quandt an Kuwait. Mit diesem Deal sorgte die Dresdner Bank weltweit für Aufsehen und löste das Ticket für lukrative Folgemandate.
Vom 1. Januar 1973 an war er ordentliches Vorstandsmitglied in der Dresdner Bank. Ab Januar 1985 war er als Vorstandssprecher Nachfolger von Hans Friderichs und hatte diesen Posten bis Mai 1993 inne. Sein Nachfolger als Vorstandssprecher der Dresdner Bank wurde 1993 Jürgen Sarrazin. Anschließend war er Vorsitzender des Aufsichtsrates der Dresdner Bank AG bis September 1997, danach als Ehrenvorsitzender. Unter seiner Führung kehrte die Dresdner Bank bald nach der Wende in der DDR mit einer Filiale in die Stadt zurück, in der sie 1872 gegründet worden war.
Röller geriet ins Visier der Steuerfahnder, wies die Anschuldigungen zurück und trat zurück, um die Bank vor Schaden zu bewahren. Der ursprüngliche, anonym erhobene Vorwurf einer illegalen Verbindung nach Liechtenstein wurde jedoch nicht bewiesen, das Ermittlungsverfahren später ohne Anklage eingestellt. Allerdings zahlte die Dresdner Bank 1999 nach den Rücktritten weiterer Vorstandsmitglieder 37 Millionen Mark an Geldbuße für über viele Jahre zum Zweck der Steuerumgehung nach Luxemburg überwiesene Gelder – eine bis 1999 in geringerem Umfang auch von anderen Banken verfolgte Praxis.
1981 wurde er Mitglied des Aufsichtsrates der HeidelbergCement, dessen Aufsichtsratsvorsitzender von 1984 bis 2004. Von 1987 bis 1991 war Röller vier Jahre parallel Präsident vom Bundesverband deutscher Banken.
Bei der Lufthansa war Wolfgang Röller Mitglied des Aufsichtsrates von 1988 bis 1998 und ab 1993 bis zu seinem Tod Ehrenvorsitzender des Aufsichtsrates. Ebenso war er bei RWE Aufsichtsratsvorsitzender. Mitglied des Aufsichtsrates war er bei Allianz (1985 bis 1998), der Münchener Rück, BMW (1994 bis 2000) und Siemens. Bei Henkel war er Mitglied des Aufsichtsrates (1975 bis 1993) und des Gesellschafterausschusses (1993 bis 2002). Er gehörte seit Gründung dem Kuratorium der Jürgen-Ponto-Stiftung an, davon dreißig Jahre als Vorsitzender, zuletzt als Ehrenvorsitzender. Seit Gründung der Eugen-Gutmann-Gesellschaft e.V., Dresden 2002, war er Kuratoriumsvorsitzender und später Ehrenvorsitzender.

## Privatleben
Wolfgang Röller war bis zu seinem Ableben mit Ursula Röller verheiratet und hatte drei Söhne, den Fernsehjournalist Ulf-Jensen Röller, den Ökonom Lars-Hendrik Röller sowie den Steueranwalt Kai Thorsten Röller.
Sein Bruder war der Genetiker Herbert Röller. 

## Ehrungen
- Große Bundesverdienstkreuz (1989) mit Stern des Verdienstordens der Bundesrepublik Deutschland (1993)

## Werke
- Globale Finanzmärkte und Risikomanagement als Herausgeber, Duncker & Humblot, Berlin 1989, ISBN 978-3-428-06610-0.
- Die Auslandsverschuldung Latein-Amerikas: ihre Ursachen, Probleme und möglichen Lösungen, Reihe Eichstätter Hochschulreden, Nr. 58, Minerva-Publ., München 1987, ISBN 3-597-30058-8
- Der internationale Finanzwirtschaftsvergleich, Frankfurt 1954/1955